# Triprúdne
Triprúdne (en (ucraïnès): Трипрудне, en rus: Трёхпрудное) és un poble de la República Autònoma de Crimea, a Ucraïna, que el 2014 tenia 925 habitants. Pertany al districte de Simferòpol.